# Cleópatra II
Cleópatra II Filómetor Sóter (em grego, Κλεοπάτρα — ca. 185 a.C. — 116 a.C.) foi uma rainha do Egito ptolemaico.
Cleópatra II era filha de Ptolemeu V Epifânio e de Cleópatra I, rainha que governou na menoridade dos filhos após a morte do marido. Casou-se (em 175 ou 174 a.C.), após a morte da sua mãe,[carece de fontes?] com o seu irmão Ptolemeu VI Filómetor, filho de Ptolemeu V Epifânio e de Cleópatra I.
Junto com o marido e outro irmão, Ptolemeu VIII Evérgeta II, foi regente do Egito entre 171 e 164 a.C.. Segundo Juniano Justino, Ptolemeu VI e Ptolemeu VIII governaram juntos. Segundo Eusébio de Cesareia, Ptolemeu VI e Ptolemeu VIII passaram o tempo todo guerreando entre si, um tomando o trono do outro, por 35 anos.
Possivelmente teve três (ou mais) filhos com Ptolemeu VI, dentre os quais Cleópatra Teia, que é citada como filha de Ptolemeu VI Filómetor, Cleópatra III, que é citada como sua filha, e Ptolemeu VII Novo Filópator. Teve um filho com Ptolemeu VIII, Ptolemeu "Menfita" Novo Filópator, assassinado pelo próprio pai.
Após a morte do seu esposo tornou-se em 145 a.C. regente durante a menoridade do seu filho, Ptolemeu VII. Em 144 a.C. [carece de fontes?] casou com o seu irmão Ptolemeu VIII. Ptolemeu VIII, que estava reinando na Cirenaica, tornou-se rei do Egito, e assim que entrou em Alexandria, assassinou os seguidores do seu sobrinho, assassinando o jovem no dia em que casou com a mãe do menino (sua irmã).
Ptolemeu VIII viria ainda a repudiar Cleópatra II para casar com a filha desta, a sua sobrinha Cleópatra III. Em 142 a.C. uma filha de Cleópatra, Cleópatra III, tornou-se a nova esposa de Ptolemeu VIII, que no entanto não se divorciou de Cleópatra II. A situação gerou uma rivalidade entre mãe e filha, já que Cleópatra III foi elevada à posição de nova rainha.  Ptolemeu VIII Evérgeta II e Cleópatra III tiveram dois filhos, Ptolemeu IX Látiro e Ptolemeu X Alexandre I.
Em 132 a.C. Cleópatra II organizou junto com a população judaica de Alexandria uma revolta contra Ptolemeu VIII, que levaria à fuga do rei e da sua esposa para a ilha de Chipre em 130 a.C.. No exílio, ao saber que suas estátuas no Egito estavam sendo destruídas, e acreditando que isto estava sendo feito para agradar sua irmã, Ptolemeu VIII executa um acto de represália contra Cleópatra II mandando matar o filho de ambos, Ptolemeu "Menfita" Novo Filópator, enviando os pedaços da criança à rainha no dia do seu aniversário.
Ptolemeu conseguiria reconquistar Alexandria em 129 a.C., tendo Cleópatra fugido para Antioquia, onde foi protegida pelo seu genro Demétrio II Nicátor. Após voltar de um período de dez anos de cativeiro entre os partas, Demétrio II Nicátor atacou o Egito, mas teve que se retirar quando encontrou a oposição de Ptolemeu Fiscon. Cleópatra, irmã de Ptolemeu VIII e sogra de Demétrio II Nicátor, havia prometido o trono do Egito.  Ptolemeu instalou Alexandre Zabinas como rei da Síria; Demétrio foi derrotado em uma batalha perto de Damasco, tentou fugir para Tiro, que recusou sua entrada, e foi morto ao tentar escapar de barco, no primeiro ano da 164a olimpíada.
Cleópatra regressaria ao Egito, tendo se reconciliado com Cleópatra II e Ptolemeu VIII por volta de 124 a.C.. Até 116 a rainha governou o Egito junto com Ptolemeu VIII e Cleópatra III. Os decretos emitidos durante o período levaram o nome dos três monarcas; entre as medidas adoptadas pelos soberanos encontram-se a proibição de detenção sem julgamento prévio e uma descida no valor dos impostos.
Antes de morrer Ptolemeu VIII concedeu o poder a Cleópatra III e aos dois filhos que teve com ela, para que ela escolhesse qual seria o rei. Em 116 a.C. Ptolemeu morreu, deixando o trono a Cleópatra III. Meses depois faleceria Cleópatra II.